# Mosede
Mosede / Mosede Strand is een kustplaats in de Deense regio Seeland, gemeente Greve, en telt ongeveer 4500 inwoners. De kustplaats ligt tussen Greve Strand en Karlslunde Strand.